# Rivière-à-Pierre
Rivière-à-Pierre es un municipio canadiense situado en la provincia de Quebec.

## Superficie
Rivière-à-Pierre tiene una superficie de 515,62 km².

## Demografía
En 2021, tenía 625 habitantes, una densidad poblacional de 1,2 hab./km², y 609 viviendas.